# Gran Premio FECOCI 2018
La 1re édition du Gran Premio FECOCI a eu lieu le 12 décembre 2018. Elle fait partie du calendrier UCI America Tour 2019 en catégorie 1.2. La course est remportée  par le Colombien William Muñoz (Bicicletas Strongman Coldeportes). Il est suivi par l'Espagnol Óscar Sevilla (Medellín) et par le Mexicain Eduardo Corte (Canel's-Specialized).

## Présentation

### Parcours
La course relie en 145,2 kilomètres Esparza à Upala, au Costa-Rica.

### Équipes
| Équipe continentale professionnelle- Gazprom-RusVelo Équipes continentales (4)- Bicicletas Strongman - Medellín-Éxito - Canel's-Specialized - Lokosphinx |
| |

## Classement final
La course est remportée au terme d'un sprint par le Colombien William Muñoz (Bicicletas Strongman Coldeportes) en 3 h 38 min 42 s. Il est suivi à une seconde par l'Espagnol Óscar Sevilla (Medellín). Le Mexicain Eduardo Corte (Canel's-Specialized) arrive troisième à 6 min 9 s, dans le même temps que le Colombien Javier González. Quatre-vingt-onze coureurs ont pris le départ. Vingt-quatre coureurs finissent la course dans les délais, tandis que quarante-sept arrivent hors-délais et seize ont abandonné ; quatre n'ont pas pris le départ.
| \| Classement général \| Classement général \| Classement général \| Classement général \| Classement général \| \| Coureur \| Coureur \| Pays \| Équipe \| Temps \| \| ------------------ \| -------------------- \| ------------------ \| -------------------------------- \| ------------------ \| \| 1er \| William Muñoz \| Colombie \| Bicicletas Strongman Coldeportes \| 3 h 38 min 42 s \| \| 2e \| Óscar Sevilla \| Espagne \| Medellín \| + 1 s \| \| 3e \| Eduardo Corte \| Mexique \| Canel's-Specialized \| + 1 min 34 s \| \| 4e \| Javier González \| Colombie \| \| + 1 min 34 s \| \| 5e \| Julio Padilla \| Guatemala \| \| + 6 min 09 s \| \| 6e \| Pablo Alarcón \| Chili \| Canel's-Specialized \| + 6 min 09 s \| \| 7e \| Róbigzon Oyola \| Colombie \| Medellín \| + 6 min 10 s \| \| 8e \| Alexander Evtushenko \| Russie \| Lokosphinx \| + 6 min 10 s \| \| 9e \| Óscar Quiroz \| Colombie \| Bicicletas Strongman Coldeportes \| + 6 min 11 s \| \| 10e \| Óscar Serech \| Guatemala \| \| + 6 min 11 s \| |                      |           |                                  |                 |
| |                      |           |                                  |                 |
| Sources : ProCyclingStats Cycling Quotient Cycling Archives |                      |           |                                  |                 |
| Classement général |                      |           |                                  |                 |
| Coureur | Coureur              | Pays      | Équipe                           | Temps           |
| 1er | William Muñoz        | Colombie  | Bicicletas Strongman Coldeportes | 3 h 38 min 42 s |
| 2e | Óscar Sevilla        | Espagne   | Medellín                         | + 1 s           |
| 3e | Eduardo Corte        | Mexique   | Canel's-Specialized              | + 1 min 34 s    |
| 4e | Javier González      | Colombie  |                                  | + 1 min 34 s    |
| 5e | Julio Padilla        | Guatemala |                                  | + 6 min 09 s    |
| 6e | Pablo Alarcón        | Chili     | Canel's-Specialized              | + 6 min 09 s    |
| 7e | Róbigzon Oyola       | Colombie  | Medellín                         | + 6 min 10 s    |
| 8e | Alexander Evtushenko | Russie    | Lokosphinx                       | + 6 min 10 s    |
| 9e | Óscar Quiroz         | Colombie  | Bicicletas Strongman Coldeportes | + 6 min 11 s    |
| 10e | Óscar Serech         | Guatemala |                                  | + 6 min 11 s    |